# プロカルバジン
プロカルバジン（Procarbazine）はホジキンリンパ腫や膠芽腫などの悪性腫瘍に対する化学療法に用いるアルキル化剤系の抗悪性腫瘍薬である。肝臓で代謝されて活性体となる。他にMAOを阻害するので、アドレナリン作動薬、抗うつ薬、チラミンの作用が増強される。
WHO必須医薬品モデル・リストに収載されている。

## 承認
アメリカ食品医薬品局(FDA)に承認されたのは1969年である。日本でも1967年から臨床試験が始まり、1973年に悪性リンパ腫の治療薬として承認された。2005年2月には神経膠腫に対する承認を取得した:19。

## 適応
ホジキンリンパ腫 (HL) の治療に用いる場合には、BEACOPPレジュメ（ブレオマイシン、エトポシド、ドキソルビシン、シクロホスファミド、ビンクリスチン〈商品名オンコビン〉、プレドニゾン、プロカルバジン）の一部として用いられることが多い。HLの治療に一次選択で用いられるMOPP療法にも含まれている（現在はABVD療法の方が主流）。
一方、悪性星細胞腫や乏突起膠腫成分を有する神経膠腫に用いる場合には、PCVレジュメ（プロカルバジン、ロムスチン (CCNU) 、ビンクリスチン）などで用いられる。この場合、日本では他の抗悪性腫瘍剤との併用のみが認められており、単剤では使用できない。

### 投与量
通常成人では、プロカルバジンとして1日50から100mg（1から2カプセル）を1から2回に分割して経口投与を開始する。その後約1週間以内に漸増し、プロカルバジンとして1日150から300mg（3から5カプセル）を3回に分割投与し、臨床効果が明らかとなるまで連日投与する。
腎機能および肝機能に応じて投与量を調整すべきとの意見がある。

## 副作用
重大な副作用として添付文書に記載されているものは、痙攣発作と間質性肺炎である。その他10%以上に発現する副作用として、白血球減少、血小板減少、食欲不振、悪心、嘔吐、脱毛が挙げられている。
エタノールに対してジスルフィラム様作用を持つ。肝臓のCYP450系酵素を阻害して、同酵素で代謝されるバルビツール酸系睡眠薬、フェノチアジン系抗精神病薬、麻薬などの作用を増強する。MAO阻害作用があるので、抗うつ薬や一部の偏頭痛治療薬と併用すべきではない。消化管でのMAO阻害作用はチラミンが豊富な食品（熟成したチーズなど）を食べた際に高血圧性クリーゼを惹起する可能性がある。
プロカルバジンは稀に化学療法起因性末梢神経障害（CIPN）の原因となる。CIPNは四肢末端、時に四肢全体に起こる進行性・長期性・しばしば非可逆性の、疼き、痺れ、激しい疼痛、寒さに対する過敏症を呈する。

## 作用機序
作用機序の詳細は明らかになっていない。代謝によってアゾプロカルバジンと過酸化水素が生じ、DNAを損傷するのではないかと言われている。インタビューフォームに拠ると、核酸（DNA、RNA）および蛋白合成阻害作用による殺細胞効果ではないかとされている:8。